# جهانگیر حق‌شناس
جهانگیر حق‌شناس در ۲۸ بهمن ۱۲۸۹ در خانواده‌ای مذهبی به دنیا آمد. تحصیلات متوسطه را در مدرسه ایران و آلمان گذراند و پس از قبولی در امتحان اعزام به خارج به برلین جهت ادامه تحصیل اعزام گردید. او از دانشکده پلی تکنیک برلین در رشته مکانیک فارغ‌التحصیل شد.
مهندس حق‌شناس پس از بازگشت به ایران در هنرسرای عالی شروع به تدریس نمود و بعد از ان در وزارتخانه‌های پیشه و هنر، سازمان برنامه و بودجه، شرکت  بیمه ایران مشغول به خدمت گردید.
جهانگیر حق‌شناس ریاست هیئت مدیره و مدیریت عامل شرکت بیمه ایران را بر عهده داشت.

## شروع فعالیت‌های سیاسی
پس از سقوط رضا شاه و در سال اسفندماه ۱۳۲۲ به همراه سایر دوستانش در تأسیس حزب ایران مشارکت نمود و در ۳۱/۳/۱۳۲۵ جزء کمیته مرکزی حزب ایران گردید. وی در سال ۱۳۲۵ به عضویت در کمیته سیاسی حزب ایران درآمد.
مهندس حق‌شناس در کابینه دکتر مصدق به سمت وزیر راه منصوب گردید.
او در نهضت مقاومت ملی نیز فعالیت کرده و در جبهه ملی دوم از اعضای هیئت مؤسس و شورای مرکزی منتخب کنگره جبهه ملی دوم بود.